# Cenefia sorenseni
Cenefia sorenseni is een hooiwagen uit de familie Triaenonychidae.